# Kygo
Kygo   (Singapur, 11 de setembre de 1991) nom artístic de Kyrre Gørvell-Dahll, és un productor de música electrònica, tot i que també fa de DJ. Va atreure l'atenció internacional cap al món d'EDM (Electronic Dance Music), gràcies al seu remix de »I See fire» de Ed Sheeran, ha rebut més de 33 milions de reproduccions a SoundCloud i 50 milions de visites a YouTube. El seu single »Firestone», compta amb més de 270 milions de visites a YouTube amb un addicional de més d'un bilió de reproduccions al servei de streaming de música Spotify, a partir de setembre de 2015, Kygo ha acumulat més de 200 milions de visites en la seva música en SoundCloud i YouTube.

## Carrera

### Inicis
Kygo va néixer a Singapur, ja que el seu pare s'hi trobava desplaçat treballant en la indústria marítima, però aviat amb la família van tornar a Noruega, on va ser criat. La seva mare és una dentista a Noruega. Kygo va començar a aprendre a tocar el piano als sis anys a través de lliçons. Es va aturar quan tenia 15 o 16 anys i va començar a produir música amb Logic Studio i un teclat MIDI mentre veia diversos tutorials a YouTube. Quan va decidir dedicar-se a la música a temps complet estava a mig camí d'un títol en negocis i finances a la Universitat d'Edimburg Heriot-Watt a Escòcia.

### 2014-2015
Després de rebre més de 80 milions de visites a YouTube i SoundCloud, Kygo va ser contactat per Avicii i Chris Martin de Coldplay per crear remixes oficials d'una de les cançons dels artistes. També ha donat suport a Avicii en Troballes Festival a Oslo, Noruega, el 2014. El 19 de setembre de 2014, es va confirmar que Kygo reemplaçaria a Avicii a l'escenari principal de TomorrowWorld.Kygo també ha estat triat en diversos esdeveniments a Amèrica del Nord. També va aconseguir una entrevista a la revista Billboard oficial, en què va parlar dels seus remixes per Diplo i Coldplay, i va parlar de la seva pròxima gira a Amèrica del Nord. El juliol de 2014, Kygo es va associar amb la marca d'estil de vida EDM lifstyle »elèctric family» per produir una polsera de col·laboració pel qual el 100% del que es recapta es dona a Metges Sense Fronteres. En aquest mateix mes, es va signar un acord discogràfic amb Sony International i Ultra Records. Al febrer de 2015, la seva cançó »ID» va aparèixer en el tràiler oficial per l'Ultra Music Festival. La mateixa pista també s'ofereix a FIFA 16, un popular videojoc d'EA Sports. L'agost de 2015, Kygo va ser cap de cartell en el Lollapalooza a Chicago, un dels majors festivals de música del món. Va fer el seu debut a la televisió nord-americana a The Late Late Show amb James Corden a l'octubre de 2015. Al desembre, Kygo anunciar la data del llançament del seu àlbum debut, 12 de febrer 2016.

## Discografia
- Cloud Nine (2016)
- Stargazing EP (2017) [digitalment és un disc separat a Kids In Love, però les seves cançons són al CD de Kids In Love com a bonus tracks]
- Kids in Love (2017)
- Kids in Love Remixes (2018)

## Remixes
| Any  | Títol de la cançó                  | Artista original                    |                 |
| ---- | ---------------------------------- | ----------------------------------- | --------------- |
| 2013 | «Stay»                             | Rihanna (feat. Mikky Ekko)          |                 |
| 2013 | «The Wilhelm Scream»               | James Blake                         |                 |
| 2013 | «Limit to Your Love»               | James Blake                         |                 |
| 2013 | »Let Her Go»                       | Passenger                           |                 |
| 2013 | «Brother»                          | Matt Corby                          |                 |
| 2013 | «Resolution»                       | Matt Corby                          |                 |
| 2013 | «Caravan»                          | Passenger                           |                 |
| 2013 | «Jolene»                           | Dolly Parton                        |                 |
| 2013 | «Angels»                           | The xx                              | [ 15 ]          |
| 2013 | «No Diggity» vs. »Thrift Shop»     | Ed Sheeran, Macklemore & Ryan Lewis |                 |
| 2013 | «Can't Afford It All»              | Jakubi                              |                 |
| 2013 | «Electric Feel»                    | Henry Green                         |                 |
| 2013 | «Dancer»                           | Didrik Thulin                       |                 |
| 2013 | «I Don't Like You»                 | Eva Simons                          |                 |
| 2013 | «High for This»                    | Ellie Goulding & The Weeknd         | [ 15 ]          |
| 2013 | «Sexual Healing»                   | Marvin Gaye                         | [ 15 ]          |
| 2013 | «I See Fire»                       | Ed Sheeran                          | [ 15 ]          |
| 2014 | «Younger»                          | Seinabo Sey                         |                 |
| 2014 | «Cut Your Teeth»                   | Kyla La Grange                      | [ 15 ]          |
| 2014 | «MIami 82»                         | Syn Cole (feat. Madame Buttons)     |                 |
| 2014 | «Wait»                             | M83                                 | [ 15 ]          |
| 2014 | »Shine»                            | Benjamin Francis Leftwich           |                 |
| 2014 | «Midnight»                         | Coldplay                            | [ 15 ]          |
| 2014 | «Often»                            | The Weeknd                          |                 |
| 2014 | «Dirty Paws»                       | Of Monsters and Men                 | [ cal citació ] |
| 2015 | «Coming Over» (amb Dollin Francis) | James Heresy                        |                 |
| 2015 | «Take On Me»                       | A-Ha                                | [ 15 ]          |